# Bisschopsschans
De Bisschopsschans, ook bekend als Schans Beentjesgraven en Schans Friesche Kaa, is een voormalig militair verdedigingswerk ten zuiden van het Nederlandse dorp Rouveen, provincie Overijssel. De contouren van de buitengracht zijn begin 21e eeuw weer zichtbaar gemaakt in het landschap.

## Geschiedenis
In de 17e eeuw realiseerde de stad Zwolle een nieuwe weg door het veengebied richting Drenthe, zodat de inwoners niet langer gebruikt hoefden te maken van de langere route via Hasselt. Deze weg kruiste ten zuiden van Rouveen de Beentjesgraven, een waterloop die begin 19e eeuw onderdeel zou worden van de Dedemsvaart. Bij de kruising stond in 1636 het Rode Pannenhuis, later De Lichtmis genoemd.

### Eerste Münsterse Oorlog
In september 1665 brak de Eerste Münsterse Oorlog uit en de Münsterse bisschop Bernard van Galen viel de Republiek binnen. De Staten-Generaal gaven daarop opdracht op de nieuwe route naar Zwolle te beveiligen door bij De Lichtmis een retranchement aan te leggen met een batterij.

#### List
Het leger van de Münsterse bisschop wist het gloednieuwe verdedigingswerk met een list in te nemen. Hij liet de trompetters van zijn leger het Wilhelmus spelen, waardoor het Staatse garnizoen dacht dat er hulptroepen aan kwamen. Toen bleek dat het geen hulptroepen waren maar de vijand, was het te laat en het garnizoen van 250 man werd overrompeld.
Overigens verzuimde het Münsterse leger om een eigen garnizoen in het werk achter te laten. Hierdoor kon het Staatse leger het retranchement weer in bezit nemen en de vijand beletten om de route te gebruiken voor een eventuele terugtocht.

### Tweede Münsterse Oorlog
Na het vredesverdrag van 1666 tussen Münster en de Republiek lieten de Staten van Overijssel het retranchement vervangen door een schans. De aanbesteding volgde in 1668, maar het kwam wegens geldgebrek niet tot een gunning. Pas in april 1672 vond er een aanbesteding plaats en werd er daadwerkelijk begonnen met de aanleg van de schans. Een maand later brak echter de Tweede Münsterse Oorlog uit en bisschop Bernard van Galen nam in juni de stad Zwolle in. De schans was nog niet klaar en kon de route naar Drenthe dus niet beschermen. Met inundaties en het aanbrengen van hindernissen probeerde het leger de Münsterse troepen tegen te houden, maar het was onvoldoende en de schans werd ingenomen. Pas in 1673 wist Johan Maurits de Münsterse troepen te verdrijven.
Op 22 april 1674 werd de vrede getekend.

### Toewijzing aan Friesland en Groningen
De Staten-Generaal waren niet erg tevreden over de manier waarop de Staten van Overijssel hadden gehandeld tijdens de oorlog van 1672-1674. Daarom wezen ze de schans toe aan de gewesten Friesland en Groningen, die nu verantwoordelijk werden voor het onderhoud. Rondom de schans werd een vrij schootsveld van bijna 400 meter afgekondigd, waarbinnen geen bebouwing of beplanting mocht plaatsvinden.
De twee gewesten hadden wel plannen voor het versterken van de schans, maar het kwam niet tot uitvoering. Ook onderhoud werd niet uitgevoerd. Nadat de Republiek in 1678 ook vrede had gesloten met Frankrijk, werd het garnizoen zelfs uit de schans weggehaald. Het lijkt er op dat Friesland en Groningen al snel afstand deden van de schans, zodat ze niet langer verantwoordelijk waren voor het onderhoud. Gedurende enige tijd was het zelfs onduidelijk wie nu eigenlijk de schans in eigendom had.

### Verval
In 1700 werd gesproken over het herstel van de Bisschopsschans vanwege de dreigende Spaanse Successieoorlog, maar het kwam niet tot uitvoering. Het gebrek aan onderhoud zorgde voor verder verval van de schans. Wel vond er elk half jaar een inspectie plaats door de Raad van State, waarbij overigens niets is genoteerd over de staat van onderhoud. In 1732 noteerde de koopman Andries Schoemaker tijdens een reis door Overijssel dat de schans geheel vervallen en ontoegankelijk was.
Ook militaire deskundigen als Carel Diederik du Moulin vermeldden de schans niet meer als een onderdeel van de verdediging rond Zwolle. De beheerder van de schans liet rond 1800 op eigen initiatief de wallen afgraven en de binnengracht dempen. Willem Jan baron van Dedem werd in 1809 eigenaar van het terrein.

Het wapen van Waterschap Benoorden de Dedemsvaart bevat een afbeelding van de Bisschopsschans

In 1826 kreeg de Nederlandse staat de schans in bezit, tegelijk met de Dedemsvaart. Toen later de Dedemsvaart werd overgedaan aan de provincie Overijssel, ging ook het bezit van de schans mee.
De buitengracht werd in 1854 gedempt en er bleven alleen aan de oost- en noordzijde nog sloten over die de contouren van het verdwenen fort aangaven.

### Reconstructie
Begin 21e eeuw waren er plannen van het Waterschap Groot Salland op het voormalige schansterrein te gebruiken als waterberging. Dit leidde in 2006 tot een reconstructie van de buitengracht, waardoor de contouren van de oude schans weer zichtbaar zijn in het landschap. 
Over een deel van de schans ligt de snelweg A28. 

## Beschrijving
De Bisschopsschans heeft een vierkant grondplan met een buitenmaat van 188 meter. Op de vier hoeken waren bastions aangebracht. Tevens was er een contrescarp. Rondom de schans werd een 45 meter brede en drie meter diepe binnengracht gegraven. De buitengracht was circa 12,5 meter breed en ruim een meter diep. 
Uit archeologisch onderzoek langs de buitengracht kwam naar voren dat zich baksteenresten bevinden in de ondergrond. Waarschijnlijk behoorden deze toe aan de schans. 
De schans is opgenomen in het wapen van het Waterschap Benoorden de Dedemsvaart, de voorloper van Waterschap Groot Salland.